# La Salle (Saône-et-Loire)
La Salle é uma comuna francesa na região administrativa de Borgonha-Franco-Condado, no departamento de Saône-et-Loire. Estende-se por uma área de 5,67 km². Em 2010 a comuna tinha 549 habitantes (densidade: 96,8 hab./km²).